# Lirceolus hardeni
Lirceolus hardeni là một loài chân đều trong họ Asellidae. Loài này được Lewis & Bowman miêu tả khoa học năm 1996.